# Hémisphère continental

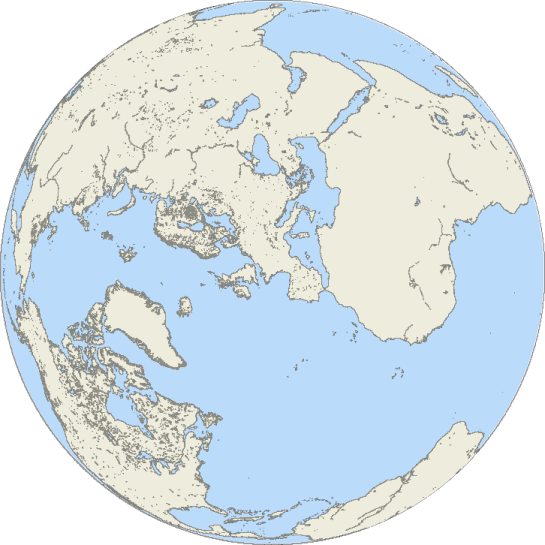
Carte du globe terrestre, centrée sur l'hémisphère continental (projection de Lambert).

L'hémisphère continental est l'hémisphère de la Terre qui possède le plus de terres émergées. Il s'oppose à l'hémisphère maritime.
Le centre de l'hémisphère continental, appelé « pôle continental », est situé en Europe de l'Ouest, bien que sa localisation exacte diffère selon les publications.

## Description
L'hémisphère continental comprend les six septièmes des terres émergées de la planète (environ 85 %), soit l'Europe, l'Afrique, l'Amérique du Nord, la majorité de l'Asie (approximativement 95 %) ainsi que de l'Amérique du Sud (environ 75 %).
La surface de la Terre, dans son ensemble, comporte 71 % d'eau pour 29 % de terres émergées. L'hémisphère continental comporte 53 % d'eau et 47 % de terres émergées : bien que correspondant à une configuration où le maximum de terres émergées est regroupé dans une même moitié de globe, cet hémisphère possède en superficie plus d'océans que de continents.
L'hémisphère continental est presque identique à l'hémisphère contenant la plus grande population humaine.

## Historique
Soulignant la disparité de la distribution des terres émergées à la surface du globe, le géographe français Philippe Buache introduit les notions d'hémisphères continental et océanique au XVIIIe siècle,.
Par la suite, les géographes cherchent à déterminer la place du « pôle continental », centre de l'hémisphère continental. Les premières estimations de son emplacement sont peu précises. 
Ainsi, en 1753, Nicolas Antoine Boulanger publie une Nouvelle mappemonde dediée au progrès de nos connoissances, comportant un « hémisphère terrestre » et un « hémisphère maritime ». Il a choisi de centrer l'hémisphère terrestre sur le 45e parallèle nord car il est à mi-chemin entre le pôle Nord et l'équateur, et sur le méridien de Paris, soit environ 45° 00′ 00″ N, 2° 20′ 14″ E.
Plus tard, des géographes français,, comme Chrysologue de Gy cité par Fleurieu, de même que le géographe allemand Siegmund Günther, placent le « pôle continental » à Paris, tandis que les scientifiques britanniques, (tels que le cartographe anglais James Gardner (en) cité par le géologue écossais Charles Lyell), le géographe français Élisée Reclus et le géographe autrichien Alexander Supan (en), le localisent à Londres. Par la suite Lyell, suivant les travaux de Trelawny Saunders, le place plus à l'ouest, à 52° N, 6° O, dans le canal Saint-Georges, entre les deux principales îles Britanniques, sur une ligne reliant Pembroke (pays de Galles) à Wexford (Irlande).
D'autres géographes allemands proposent Berlin, mais de nombreux atlas publiés en Allemagne au XIXe siècle (par exemple l'édition 1816 de l'Atlas pratique d'Adolf Stieler) le situent à 50° N, 0° E, dans la Manche, sur le méridien de Greenwich, environ à mi-distance entre Le Havre et Portsmouth,.
En 1894, le géographe allemand Albrecht Penck le situe à 48° 00′ N, 1° 30′ E, dans les environs de Cloyes en Eure-et-Loir, à 130 km au sud-ouest de Paris. Cet emplacement est repris en 1896 par Albert de Lapparent et Julius von Hann. 
En 1898, le géographe allemand Otto Krümmel (de) propose une méthode pour déterminer ce « pôle continental », ce qui permet à son élève Hermann Beythien de le localiser au voisinage du Croisic sur la côte française de l'Océan Atlantique, proche de l'embouchure de la Loire, à 47° 15′ N, 2° 30′ O. Bien que ce résultat soit contesté par Albrecht Penck, il est repris en 1920 par Harry Fielding Reid (en) et on trouve aussi ces coordonnées chez Albert Defant.
En 1912, le physicien français Alphonse Berget présente à l'institut océanographique de Paris le résultat de recherches tendant à prouver que le centre de l'hémisphère continental est situé sur l'île Dumet, dans la baie du Mor braz en Loire-Atlantique (vers 47° 24′ 42″ N, 2° 37′ 13″ O),,. Cependant, selon le géographe allemand Hermann Wagner, la méthode utilisée par Berget ne permet pas une telle précision.
Selon des recherches publiées en 1944 par le cartographe américain Erwin Raisz, ce centre se situerait dans les environs de Nantes, vers 47° 00′ N, 1° 30′ O, en précisant que le point qu'il a déterminé est très approximatif puisqu'on obtiendrait le même résultat avec un point situé à 15 ou 30 km. En 1945, le géographe américain Samuel Whittemore Boggs situe également le centre de l'hémisphère continental dans les environs de Nantes, vers 47° 13′ N, 1° 32′ O,,.
En 1947, une carte de l'hémisphère continental, réalisée par l'U.S. Coast and Geodetic Survey (USGS) pour la Division of Map Intelligence and Cartography du département d'État, est centrée sur 48° N, 2° O,.
En 2002, un ingénieur de l'IGN trouve deux points qui satisfont la définition du pôle continental, l'un situé au nord-est de la pointe Beaulieu, sur la commune de Mesquer, à une dizaine de kilomètres de l'île Dumet ; l'autre situé dans la Méditerranée, à une cinquantaine de kilomètres au large de Tarragone en Espagne.
En 2016, des chercheurs de l'Alabama A&M University (en) font une synthèse des estimations de Bergeret et de Boggs et placent le centre de l'hémisphère continental vers 47° N, 2° O.

Cartes historiques représentant l'hémisphère continental
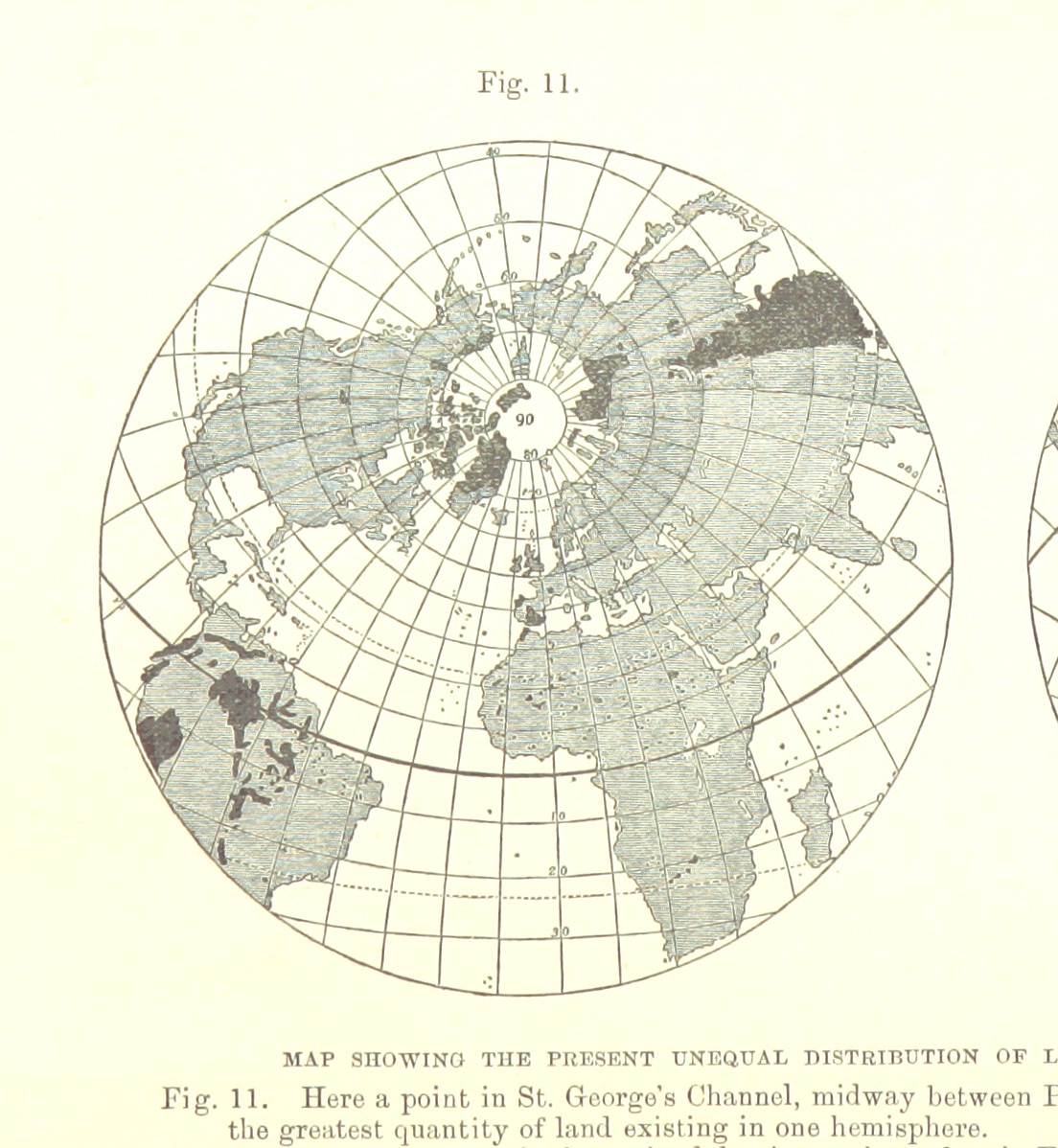
Charles Lyell, Principles of Geology (1867)[10].
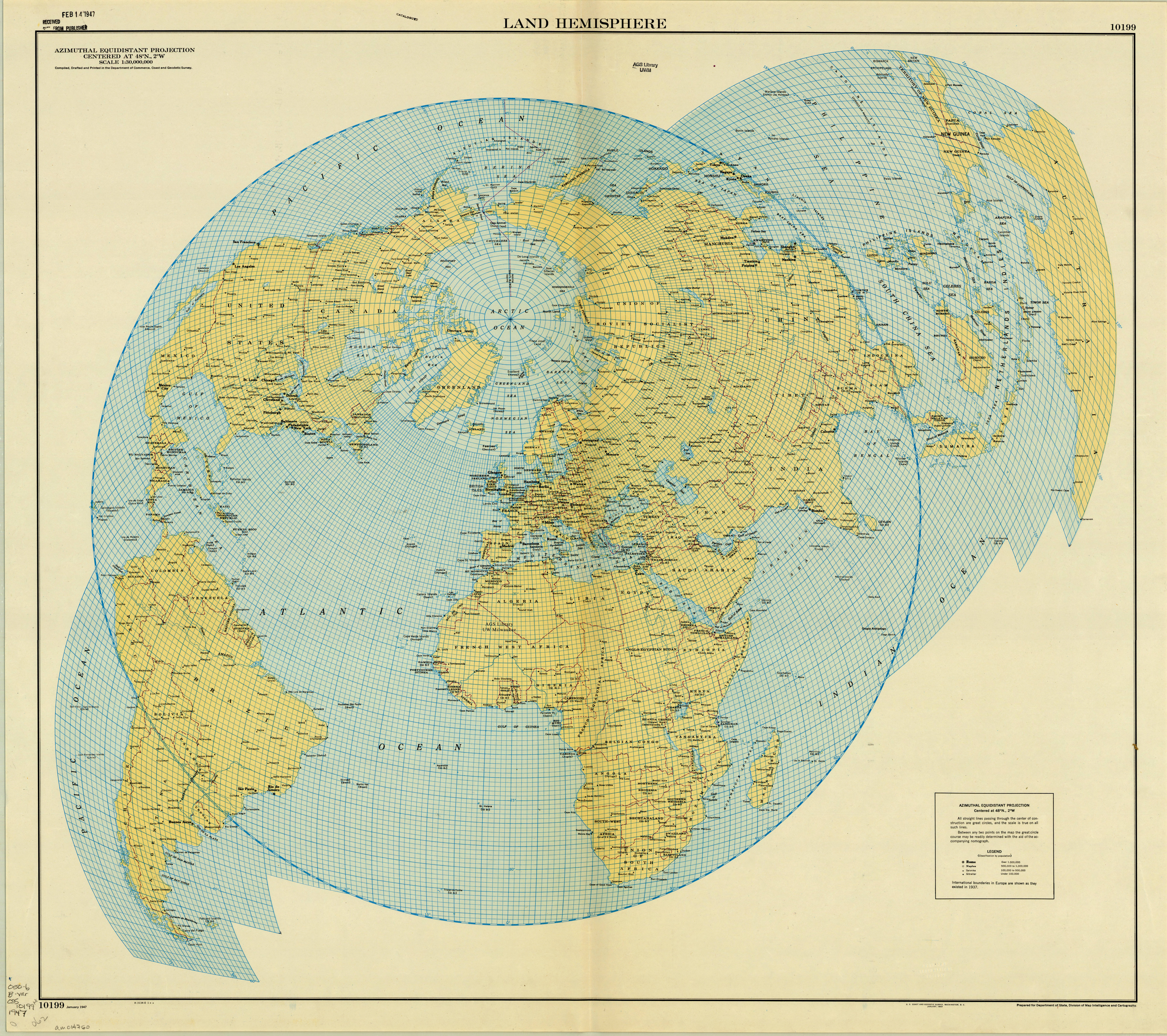
Projection azimutale équidistante, U.S. Coast and Geodetic Survey (1947)[27].